# Chau Doc
Chau Doc (vietnamita: Châu Đốc) è la città (thị xã ) vietnamita capitale del distretto (huyện) omonimo, al confine con la Cambogia, situata nella vasta regione del delta del Mekong. La città conta 157 298 abitanti ed si trova nella provincia di An Giang. La città è situata nei pressi del fiume Hau, uno degli affluenti del fiume Mekong, ed è situata a 250 km a ovest di Ho Chi Mihn.

## Storia
Il territorio in cui sorge Chau Doc è divenuto parte del Vietnam intorno al diciassettesimo secolo. La città è nei pressi della pittoresca Sam Mountain.